# 프로마코스
프로마코스(그리스어: Πρόμαχος, 한국어 뜻: "전투를 이끄는 사람")는 그리스 신화에서 다음의 몇몇 인물들을 말한다.
- 아이손과 알키메데의 아들, 형제인 이아손이 황금양모를 구하러 모험을 떠난 사이 삼촌인 펠리아스에 의해 죽임을 당함.
- 파르테노파이우스의 아들이자 에피고노이 중의 한 사람, 테바이를 공격한 일곱 장수의 전사 중에 하나인 아버지의 복수를 위해 테바이를 공격하던 중 전사하였음.
- 트로이아 전쟁의 그리스 전사 중 한 사람, 트로이아 군의 장수 아카마스에 의해 죽임을 당함 (일리아스)